# Jayadeva
Jayadeva (Sanskrit: जयदेव Jayadeva [dʒʌjʌˈd̪eːʋʌ]) war ein indischer Dichter des 12. Jahrhunderts, der im Vishnuismus auch als Heiliger gilt. Jayadeva lebte im Dorf Kenduli Sasan nahe Puri im heutigen indischen Bundesstaat Odisha.
Sein Geburtsort Kenduli Sasan (früher Kindubilva) liegt zwischen den Flüssen Prachi und Kusabhadra wenige Kilometer von Puri entfernt. Hierüber sind sich die Historiker heute weitgehend einig, sodass Jayadeva nicht mehr als Hofpoet im westlichen Bengalen zur Zeit des Königs Lakshmanasena (um 1180–1202) gilt.
Sein Hauptwerk ist das Gitagovinda, das im 12. Jahrhundert entstand und bis heute eine einflussreiche Schrift in Bezug auf Kunst, Literatur und Religion ist. Ebenso wird sein lyrisches Werk zur Verehrung Krishnas devotional verwendet, es spielt eine bedeutende Rolle bei bestimmten Festen und liefert mythische Erzählungen für das Tanztheater Ras lila. Im Jagannatha-Tempel in Puri wird das Gitagovinda täglich rezitiert.
Als Heiliger ist Jayadeva über ganz Indien bekannt und seine Hagiographie ist noch berühmter als sein lyrisches Werk. Jayadeva gilt als Asket, der als Hofpoet Lehrer und Guru auch für den König war. Mit seiner Frau Padmavati, die er der Legende nach als Tempeltänzerin geheiratet haben soll, repräsentiert er die Liebe zwischen Vishnu und Lakshmi oder zwischen Radha und Krishna.